# Альбек, Маркус
Ма́ркус Кри́стиан А́льбек (швед. Marcus Christian Allbäck; род. 5 июля 1973, Гётеборг) — шведский футболист, нападающий.

## Биография

### Клубная карьера
Карьера Маркуса Альбека началась в клубе «Эргрюте» из его родного города Гётеборга. Оттуда он перешёл в датский «Люнгбю», затем в клуб итальянской Серии B «Бари», но не закрепился ни в одном, ни в другом, и в 1999 году вернулся в «Эргрюте».
В 2000 году Альбек предпринял новую попытку перебраться в более престижный чемпионат и перешёл в нидерландский «Херенвен», где за два сезона провёл 48 игр и забил 25 голов. В 2002 году он перешёл в английскую «Астон Виллу». В сезоне 2004/2005 Альбек выступал за «Ганзу» из Ростока, летом 2005 года перешёл в «Копенгагене».
1 ноября 2006 года Альбек забил первый в истории гол «Копенгагена» в Лиге чемпионов в ворота «Манчестер Юнайтед» («Копенгаген» сенсационно выиграл этот матч). Ещё до этого гол Альбека обеспечил клубу победу над иерусалимским «Бейтаром» в третьем квалификационном раунде Лиги чемпионов, что позволило «Копенгагену» впервые попасть в основной этап этого турнира; после матча с «Манчестером» Маркус забил в Лиге чемпионов ещё два гола («Бенфике» и «Селтику»). Альбек был назван болельщиками «Копенгагена» лучшим игроком сезона 2006/2007.
1 июля 2008 года Альбек после восьмилетнего перерыва вернулся в «Эргрюте», выступавший во втором дивизионе чемпионата Швеции. В декабре 2009 года он объявил о завершении карьеры футболиста. Тогда же Альбек стал помощником тренера Эрика Хамрена в сборной Швеции. 15 октября 2011 года Альбек ненадолго возобновил игровую карьеру и вновь вышел на поле в составе «Эргрюте» на матч третьего дивизиона чемпионата Швеции против клуба «Мутала».

### Карьера в сборной
Альбек дебютировал в составе национальной сборной Швеции 27 ноября 1999 года в товарищеском матче с командой ЮАР. Он дважды участвовал в чемпионатах мира — в 2002 и 2006 годах, сыграв на них по четыре матча. На чемпионате в Германии 2006 года Альбек в матче с Англией 20 июня забил гол, ставший 2000-м в истории чемпионатов мира. Также участвовал в трёх чемпионатах Европы: 2000, 2004 и 2008, на которых провёл 5 игр и забил 1 мяч. После чемпионата Европы 2008 года Альбек объявил о том, что прекращает выступления за сборную. Всего он сыграл за национальную сборную Швеции 74 матча, в которых забил 30 голов.

## Награды
Копенгаген
- Чемпион Дании (2): 2005/06, 2006/07

Личные
- Лучший бомбардир Аллсвенскан 1999
- Игрок года в ФК «Копенгаген» 2007